# 音楽図書館協議会
音楽図書館協議会（おんがくとしょかんきょうぎかい、略称：音図協、英語: Music Library Association of Japan, MLAJ）は、日本に所在する音楽図書館の相互協力を目指す団体。

## 沿革
1971年、東京に所在する音楽図書館7館の館長会議の合意に基づいて「わが国の音楽資料を有する諸機関の連絡・提携のもとに相互協力を推進し、音楽図書館活動の振興を図り、音楽文化の発展に寄与すること」を目的として設立された。
現在、大学図書館、短期大学図書館、専門・公共図書館等の加盟館に加え、賛助団体会員、賛助個人会員もいる。

### 加盟館
2024年3月現在の加盟館は21館で、上野学園図書館、宇都宮短期大学図書館、エリザベト音楽大学附属図書館、大阪音楽大学付属図書館、大阪芸術大学図書館、鹿児島国際大学附属図書館、くらしき作陽大学・作陽音楽短期大学附属図書館、札幌大谷大学・札幌大谷大学短期大学部図書館、洗足学園音楽大学・洗足こども短期大学附属図書館、一般社団法人全日本合唱連盟音楽資料室、東京音楽大学付属図書館、東京藝術大学音楽学部音楽総合研究センター閲覧・視聴室、東京文化会館音楽資料室、桐朋学園大学附属図書館、同朋大学・名古屋音楽大学図書館、新冠町レ・コード館図書プラザ、フェリス女学院大学附属図書館山手分室、宮城学院女子大学図書館、民音音楽博物館音楽ライブラリー、武蔵野音楽大学図書館、明治学院大学図書館付属遠山一行記念日本近代音楽館。

## おもな出版物
音楽関係資料の所在状況をまとめた『音楽関係逐次刊行物所在目録』は1974年版、1976年版、1979年版、1992年版が刊行されたが、以降はOPACの普及などを受けて刊行されていない。
1979年から2003年にかけては、機関誌「MLAJ Newsletter」が発行されていたが、現在はウェブサイトでの情報発信に移行している。

### 編集・出版
- 作曲家全集・楽譜叢書所在目録、1975年（1983年に再刊）
- オペラ全曲,楽譜・レコード所在目録 1977年、1978年
- 音楽資料探訪 : 東京とその周辺、1979年
- MLAJ相互協力ハンドブック、1985年
- 音楽図書館協議会の歩み：1971.6 - 1987.3、1988年
- 音楽情報と図書館、1995年
- 日本の音楽コレクション、2002年
- 日本の音楽図書館：音楽図書館協議会40年のあゆみ、2019年（修訂2刷、2023年）

### 編集
- 音楽資料目録作成マニュアル、大空社、1997年